# Adrián Ortolá
Adrián Ortolá Vañó (Jávea, 20 agosto 1993) è un calciatore spagnolo, portiere del Dunkerque.